# Novosuctobelba latirostrata
Novosuctobelba latirostrata är en kvalsterart som beskrevs av Chinone 2003. Novosuctobelba latirostrata ingår i släktet Novosuctobelba och familjen Suctobelbidae. Inga underarter finns listade i Catalogue of Life.